# Jan Rakowicz
Jan Rakowicz (ur. 8 marca 1851, zm. 7 grudnia 1926 w Poznaniu) – inżynier budownictwa, doktor nauk technicznych, urbanista, pedagog i społecznik.

## Życiorys
Urodził się w rodzinie Gabriela (ur. 1818), który prowadził duże gospodarstwo rolne, i Kunegundy z Zynków (1824–1890). Ukończył gimnazjum św. Marii Magdaleny w Poznaniu, następnie Królewski Instytut Przemysłowy w Charlottenburgu (późniejszą Politechnikę Berlińską wcześniej wywodzącą się z dawnej Akademii Budowlanej), w którym uzyskał stopnie inżyniera i doktora. W 1880 roku wrócił do Poznania i podjął samodzielną pracę architektoniczną. Opracowywał projekty kamienic (przy dzisiejszych ulicach Ratajczaka i 27 Grudnia), później biskup Florian Stablewski mianował go architektem diecezjalnym. Od 1891 roku uczył w szkole budowlanej w Poznaniu, potem został karnie przeniesiony do Zgorzelca, następnie do Magdeburga. W 1898 otrzymał tytuł profesorski od Ministerstwa Przemysłu i Handlu Rzeszy Niemieckiej. W latach 1911–1919 kierował Biurem Regulacji Miasta w Krakowie. 
W 1919 roku Naczelna Rada Ludowa mianowała go dyrektorem powstałej Państwowej Szkoły Budownictwa w Poznaniu, która poza działem budownictwa obejmowała też dział drogowo-wodny, a ponadto dział miernictwa, przekształcony później w mierniczo-melioracyjny (przez 3 lata działała szkoła ceramiczno-ceglarska). Jednocześnie pracował jako architekt. Był przewodniczącym Wydziału Technicznego w Towarzystwie Przyjaciół Nauk w Poznaniu, jako jego czołowy działacz, a ponadto członkiem Towarzystwa Miłośników Miasta Poznania. 
Był mężem Izabeli z Szumanów (1865–1929), z którą miał syna Zygmunta Augusta (1897–1988). 
Zmarł w Poznaniu. Pochowany na cmentarzu Zasłużonych Wielkopolan (kwatera 3-25). 

## Osiągnięcia
- jako kierownik Biura Regulacji Miasta opracował plan rozbudowy Krakowa
- plan urbanistyczny Sosnowca
- plan urbanistyczny poznańskich Podolan

## Ordery i odznaczenia
- Złoty Krzyż Zasługi (23 czerwca 1925)[4]

## Upamiętnienie
Jednej z ulic w Poznaniu (Jeżycach) nadano imię Jana Rakowicza.
10 września 2021 roku nadano auli szkolnej w Zespole Szkół Budownictwa Nr 1 w Poznaniu imienia prof. Jana Rakowicza.